# Banque nationale de Paris
La Banque nationale de Paris (BNP), est une ancienne banque française, à l'origine publique, puis privatisée en 1993, fruit de la fusion entre la Banque nationale pour le commerce et l'industrie (BNCI) et le Comptoir national d'escompte de Paris (CNEP) en 1966 et qui a fusionné en 2000 avec Paribas à la suite d’une OPE menée par BNP pour former le Groupe BNP Paribas, devenant la première banque française et la sixième du monde.

## Histoire

### Naissance de la Banque nationale de Paris
Le 4 mai 1966, sur la décision de Michel Debré, ministre des Finances, la Banque nationale pour le commerce et l'industrie (BNCI) et le Comptoir national d'escompte de Paris (CNEP) fusionnent et donnent naissance à la Banque nationale de Paris (BNP). Ce rapprochement intervient dans un contexte de réformes et de concentration bancaires, en vue de « renforcer la structure des grandes banques pour développer leur action dans le domaine du crédit à l’intérieur et à l’extérieur ». L’objectif est de créer une banque au service de l’économie nationale, venant stimuler la concurrence avec le Crédit lyonnais et de la Société générale. C’est l’acte de naissance de la première banque française, la deuxième en Europe et la septième dans le monde en termes de total de bilan.

### Organisation
La BNP, dans le sillage de la BNCI, met très vite en place une direction générale fortement structurée et centralisée. Le pouvoir est partagé entre Henry Bizot, président du CNEP, nommé président du nouvel établissement, et Pierre Ledoux, directeur général de la BNCI, devenant directeur général de la BNP. Le nouveau siège social se situe dans le siège de la BNCI, 16 boulevard des Italiens. 
Cette fusion permet la structuration d’un réseau relativement étendu et complémentaire, aussi bien à l’échelle nationale qu’internationale, le CNEP étant bien implanté à Paris, la BNCI - en province, et il y a peu de doublons dans le réseau à l’étranger. L’unification des réseaux est achevée fin 1967 à l’étranger, et fin 1968 en France. La fusion entre les deux entités est officiellement achevée en 1969 : la rapidité de la mise en œuvre de la fusion contribuera à la réussite du projet.

### Une stratégie de conquête nationale et internationale
C’est la consécration de la réforme bancaire voulue par Michel Debré : il s’agit de « marquer le début d’une époque qui permettra, par une concurrence qui devra être volontairement ordonnée par les responsables d’assurer une collecte plus active du crédit aux entreprises et aux particuliers. »
Dans un contexte d’expansion de la bancarisation des ménages, la BNP se développe auprès du grand public, alors sous-équipé en comptes bancaires. À l’époque, seuls 18% des Français était bancarisés et détenteurs d’un compte chèque.
Menant une politique commerciale à la conquête d’une nouvelle clientèle, se voulant être une « banque à tout faire » jeune et moderne, la BNP lance plusieurs campagnes publicitaires qui s’adressent aux femmes (1967) et organise une grande communication auprès des jeunes (1972). Cibler les femmes et les jeunes répond à la nouvelle stratégie de la banque, à savoir établir une relation nouvelle et durable avec le client, passant par la promotion de clientèles encore peu attirées par la banque. Cette nouvelle relation avec le client va passer également par le fait de le faire asseoir dans ses agences, véritable révolution par rapport à la position traditionnelle debout face au guichet.
C’est aussi l’époque où est lancée la célèbre campagne publicitaire « votre argent m’intéresse » (1973),, qui rompt avec les codes habituels de la politique bancaire. La BNP cherche à faire de la banque un « produit grand public », comme n’importe quel  produit de grande consommation, s’adossant sur le mouvement général de bancarisation (multiplication des produits bancaires et distribution des chéquiers).
En 1967, la BNP fait partie des 5 banques françaises à lancer la Carte Bleue (avec le Crédit lyonnais, la Société générale, le Crédit commercial de France et le Crédit industriel et commercial).
Le nombre des clients suit ce mouvement : en 1970, la BNP gère 1 695 000 comptes chèques de particuliers, 3 269 000 en 1981. Le réseau de la banque va s’étoffer en conséquence : le nombre total des guichets passe de 1 939 en 1971 à 2 688 en 1981.
Toujours en 1973, est signé le partenariat avec le tournoi de tennis de Roland Garros, constamment renouvelé depuis.
La complémentarité des deux structures mères originelles de la BNP dote également l’institution bancaire du premier fonds de commerce des entreprises en France, les grandes entreprises venues du CNEP, s’ajoutant aux nombreuses PME héritées de la BNCI. Capitalisant sur cet acquis, la BNP crée en juin 1969 la Banque pour l’Expansion industrielle, la Banexi, à partir de la Banque auxiliaire pour le commerce et l’industrie spécialisée au sein de la BNCI dans les participations à l’étranger. Contrôlée à 100% par la BNP, c’est une banque d’affaires qui permet de prendre des participations dans des entreprises souvent familiales non cotées. Le rapprochement de la banque de dépôt et de la banque d’affaires a été permis par le décret Debré de décembre 1966.

### La BNP «aux quatre coins du monde»
L’essor de la banque touche également son développement international, dont les bases étaient déjà bien établies par ses maisons-mères.  Cet héritage va être mis à profit, avec une stratégie d’expansion volontariste, destinée à « l’affirmation d’une dimension mondiale ».
La BNP structure dans un premier temps le réseau existant en 1966, fortement déséquilibré au profit d’une implantation africaine née de la conquête française : elle intensifie la transformation de ses succursales africaines en filiales, les Banques internationales pour le commerce et l’industrie (BICI), en les internationalisant massivement.
C’est vers l’Extrême-Orient et le Pacifique que la BNP redéploie le réseau international. Dans les années 1975 – 1980, elle privilégie l’Asie avec Hong-Kong, où elle s’installe et renforce sa présence dès 1975, devenant la plaque tournante de l’Asie du Sud-Est (ouverture d’agences à Singapour et Tokyo en 1968, Jakarta en 1975, Kuala Lumpur et Manille en 1975, Séoul en 1976, Bangkok en 1977, s’installe à partir de 1976 à Pékin, puis s’établit à Shanghai et dans le Canton en Chine).
Sur l’autre rive du Pacifique, BNP Canada étoffe son réseau d’agences dans les années 1974-1980, réseau hérité de la BNCI. En 1979, ce sera l’acquisition de Bank of the West sur la côte ouest des États-Unis, après la création de la French Bank of California en 1972. L’expansion américaine s’étend vers l’Amérique Latine, au Mexique, Costa Rica, Nicaragua, Panama, Brésil, Colombie dans les années 1975-1980.
En 1967, face à la montée en puissance des banques américaines devant les difficultés de la formation de l’Europe, la BNP participe à la création de la Société Financière Européenne (SFE), une banque consortiale qui regroupe 9 banques européennes. Elle a pour objet de faciliter les regroupements et les rapprochements d’entreprises installées en Europe, devenant la première grande société financière internationale.
Après le premier choc pétrolier de 1973, la banque est à l’origine de la création de la Banque arabe et internationale d’investissement (BAII) puis s’installe à Bahreïn, Abou Dhabi et Amman (1977-1979).
Par ailleurs, en vue de soutien des efforts des exportateurs français dans les pays de l’Est, des bureaux de représentation sont ouverts à Moscou en 1974, en Pologne en 1979, à Budapest, Belgrade en 1980. Enfin, dans la perspective du marché européen de 1993, une alliance avec Dresdner Bank, deuxième banque allemande, est signée en 1990 ; puis avec l'UAP (Union des Assurances de Paris) numéro 1 de l'assurance en France, qui donnera naissance à la première expérience de bancassurance à la française, via un partenariat 50/50 avec la création d’une société de courtage ad hoc, Natio Assurances.
Alors qu’une partie du capital avait été ouvert aux salariés en 1973 dans le cadre de la loi sur la participation, la majorité issue des élections présidentielles de 1981 renationalise complètement la banque en 1982.

### L'ère Pébereau
Succédant à René Thomas, Michel Pébereau est nommé à la tête de la BNP en juillet 1993 pour préparer la privatisation de la banque, inscrite dans la loi du 19 juillet 1993, et qui est effective en octobre. Il entreprend de transformer le Groupe pour lui permettre d’être un acteur de premier plan dans le cadre du grand marché européen.
La privatisation donne à la BNP son indépendance et entre dans une nouvelle ère : Michel Pébereau met en œuvre une stratégie de recentrage sur ses métiers historiques, la banque de proximité en France et la banque de gestion de patrimoine à l’étranger :
- La banque de proximité en France, au service des particuliers et des petites et moyennes entreprises ;
- La banque de grande clientèle à l'échelle mondiale, au service des entreprises, des institutions financières et d'une clientèle privée désireuse d'assurer une gestion internationale de son patrimoine.

#### Banque à distance
L’innovation et la révolution Internet sont une autre facette de cette nouvelle ère : déjà avancé en matière de télématique, la BNP lance, en avril 1997, une offre de banque à domicile sur Internet vers les particuliers. À la fin des années 1990, la BNP renoue avec une communication publicitaire décalée, qui met l’accent sur l’innovation continue de la banque. Cette communication s’appuie notamment sur le cinéma, dont elle reprend les codes à partir de 1995.  

#### L'OPE sur Paribas
À partir de 1993, l’ouverture du marché bancaire européen permet aux banques d'entrevoir des stratégies de consolidation au niveau national puis européen. C’est dans ce contexte que va se jouer une grande bataille boursière, qui verra finalement la naissance du Groupe bancaire BNP Paribas. 
Plusieurs tentatives de rapprochement ont lieu dans les années 1990 afin de constituer un ensemble bancaire européen compétitif. Mais sans succès. C’est en mars 1999 que BNP prépare, en réponse à l’offre de la Société Générale sur Paribas (1er fév.), un projet de double offre publique non sollicitée sur la Société Générale et sur Paribas : le projet affiché ambitionne de créer, par le rapprochement de BNP, Société Générale et Paribas, « un groupe bancaire de taille européenne s’appuyant sur une base nationale solide », projet baptisé SBP. Dans un contexte de forte concentration bancaire à l’échelle européenne, la BNP tente son va-tout en vue de ne pas se faire marginaliser dans un paysage hexagonal en cours de concentration. La fusion des trois banques donnerait la naissance à la première banque européenne de la zone euro par le total des fonds propres et la capitalisation boursière.
À l’issue d’une intense bataille boursière, médiatique et institutionnelle qui oppose la BNP et la Société Générale en 1999, la BNP prend le contrôle de Paribas et une forte minorité de contrôle de la Société générale. Le Gouverneur de la Banque de France n’ayant pas validé la participation dans la Société générale, l’assemblée générale de la BNP entérine la création du nouveau groupe BNP Paribas le 23 mai 2000. La BNP prend le contrôle de Paribas et une minorité de blocage.

### Identité visuelle (logo)

Logo de BNP de 1975 à 1996
Logo de BNP de 1996 à 1999

## Direction

### Présidents
- Henry Bizot : 1966-1971
- Pierre Ledoux : 1971-1979
- Jacques Calvet : 1979-1982
- René Thomas : 1982-1993
- Michel Pébereau : 1993-2000 (puis PDG de BNP Paribas de 2000 à 2003)

### Directeurs généraux
- Pierre Ledoux : 1966-1971
- Jacques Calvet : 1976 -1979
- Gerard Llewellyn : 1979-1982